# Larribar-Sorhapuru
Larribar-Sorhapuru är en kommun i departementet Pyrénées-Atlantiques i regionen Nouvelle-Aquitaine i sydvästra Frankrike. Kommunen ligger i kantonen Saint-Palais som tillhör arrondissementet Bayonne. År 2022 hade Larribar-Sorhapuru 185 invånare.

## Befolkningsutveckling
Antalet invånare i kommunen Larribar-Sorhapuru
| Referens: INSEE |